# Mario Tullo
Mario Tullo (Genova, 10 ottobre 1959) è un politico italiano, deputato alla Camera dal 2008 al 2018.

## Biografia
Nato a Genova nel 1959, sposato e con un figlio: Federico.
Iscritto al Partito Comunista Italiano poi PDS e DS, la sua carriera politica ha inizio dal 1975 nella Fgci divenendone poi membro della Direzione Nazionale nel 1985. Dal 1985 è consigliere del Comune di Genova e successivamente Assessore allo sport e Commercio nello stesso comune.
Alla fine del 2001 è eletto segretario della Federazione DS di Genova, carica che ricopre sino al 2005 quando diviene segretario dell'Unione regionale ligure dei Democratici di Sinistra.
È stato eletto nell'ottobre 2007 con le elezioni primarie Segretario regionale del PD della Liguria con oltre 60 000 voti.
Con le elezioni dell'aprile 2008 è stato eletto alla Camera dei deputati ed è membro della IX Commissione (Trasporti, Poste e Telecomunicazioni).
Rieletto anche nel 2013, nel 2018 è il candidato del centro-sinistra per la Camera nel collegio uninominale Liguria - 03, ma con il 26,5% (34.362 voti) perde la sfida contro Roberto Traversi del Movimento 5 Stelle (35,59%) e Cristina Pozzi del centro-destra (28,57%).